# دونیل مالن
دونیل مالن (انگلیسی: Donyell Malen؛ زادهٔ ۱۹ ژانویهٔ ۱۹۹۹) بازیکن فوتبال اهل هلند است که برای استون ویلا بازی می‌کند.
از باشگاه‌هایی که در آن بازی کرده‌است می‌توان به آیندهوون اشاره کرد.
وی همچنین در تیم‌های ملی فوتبال زیر ۱۵ سال، زیر ١۶ سال، زیر ۱۷ سال، زیر ۱۸ سال، زیر ۱۹ سال، زیر ۲۱ سال، و هلند بازی کرده‌است.